# Vestermarie (plaats)
Vestermarie is een plaats op het eiland Bornholm in de gelijknamige gemeente in de Deense regio Hovedstaden. De plaats telt 273 inwoners (2010).
Vestermarie ligt circa negen kilometer ten noordwesten van Aakirkeby en ook negen km ten noordoosten van Rønne.
Vestermarie behoort ook bij de gelijknamige parochie. De kerk van Vestermarie werd in 1885 in neoromaanse stijl gebouwd en verving de oude Maria-kerk. Het altaarstuk toont Jezus in Getsemane en stamt net als de kansel uit 1885. De kapel werd reeds in 1825 in gebruik genomen en is daarmee het oudste gebouw van het plaatsje. Op het kerkhof zijn runenstenen uit de 12e eeuw gevonden, en werd in 1982 een kruis van graniet geplaatst met de woorden: Het Leven, De Dood, De Opstanding en De Eeuwigheid.